# IC 3303
IC 3303 ist eine linsenförmige Zwerggalaxie vom Hubble-Typ dS0 im Sternbild Jungfrau auf der Ekliptik.
Das Objekt wurde am 14. September 1900 vom deutschen Astronomen Arnold Schwassmann entdeckt.